# AniWave
AniWave (también Aniwave, anteriormente, 9anime) fue un sitio web de streaming de archivos centrado en el anime que alojaba enlaces y videos incrustados, lo que permitía a los usuarios transmitir o descargar películas y programas de TV de forma ilegal y gratuita.
El sitio web estaba relacionado con una cadena de sitios web similares conocidos como FMovies y tenía conexiones con individuos u operaciones en Vietnam.

## Historia
El sitio web inicialmente se conocía como 9anime. Se fundó en 2016 y en 2023 cambió su nombre a AniWave. (Se ha informado de la aparición de algunos clones falsos que utilizan el mismo nombre como consecuencia de esto). Tenía varios dominios, más recientemente utilizó un dominio .to asociado al Reino de Tonga.
El sitio ha sido objeto de ataques por parte de organizaciones de control de derechos de autor como Alliance for Creativity and Entertainment varias veces, incluso en 2022 y 2023.
Se desconectó el 27 de agosto de 2024, junto con varios sitios web relacionados. El 29 de agosto de 2024, Alliance for Creativity and Entertainment confirmó que había ayudado a la policía vietnamita a cerrar el sitio y muchos otros sitios relacionados, incluido FMovies.

## Significado
El sitio web fue muy popular. En octubre de 2020, TorrentFreak lo llamó «un actor importante en la piratería de anime» con más de 39 millones de visitas por mes. En mayo de 2023, el sitio lo describió como un «gigante de la piratería» con 214 millones de visitas al mes y «enorme, exitoso y un objetivo principal» para la aplicación de los derechos de autor. En agosto de ese año describió el sitio web como «uno de los sitios de piratería más grandes del mundo» y «uno de los... gigantes de la piratería de anime», aunque citó un número menor de visitas mensuales (110 millones). En 2023, su dominio .to ocupó el puesto número 164 a nivel mundial, y más del 30 % de ese tráfico provenía de Estados Unidos. Un año después, informó que «recibía un impresionante número de 170 millones de visitas al mes».
Tech Report se refirió al sitio como «uno de los sitios web de transmisión de películas más visitados del mundo» y elogió el sitio web por ser gratuito (incluso sin publicidad), su amplia cobertura, así como varias características útiles (como una lista de favoritos y listas de seguimiento), señalando que, sin embargo, carece de opciones para descargar contenido y una aplicación móvil dedicada. Dataconomy lo calificó como «un actor importante en el espacio de transmisión de anime». The Escapist señaló que era «importante para la comunidad del anime», particularmente porque los servicios legales no están disponibles para todos. Distractify señaló que el cierre del sitio «ha dejado a los fanáticos [del anime] tambaleándose», ya que los servicios legales sufren «un aumento de precios y una gama algo limitada de [contenido]».